# جائزة إيطاليا الكبرى 2007
جائزة إيطاليا الكبرى 2007 (بالإنجليزية: 2007 Italian Grand Prix)‏ هو سباق فورمولا 1 أقيم بتاريخ 9 سبتمبر 2007 في حلبة مونزا، إيطاليا. كان الثالث عشر من أصل 17 في بطولة العالم لسباقات الفورمولا واحد موسم 2007. حلّ الإسباني فرناندو ألونسو أولا بينما جاء البريطاني لويس هاملتون في المركز الثاني وحصل على المركز الثالث الفنلندي كيمي رايكونن.